# Xã Worcester, Quận Montgomery, Pennsylvania
Xã Worcester (tiếng Anh: Worcester Township) là một xã thuộc quận Montgomery, tiểu bang Pennsylvania, Hoa Kỳ. Năm 2010, dân số của xã này là 9.750 người.